# Barbu Ştirbey
Príncipe Barbu Ştirbey (Buftea, 4 de novembro de 1872 — Bucareste, 24 de março de 1946) foi primeiro-ministro da Romênia por um curto período em 1927. Era filho do príncipe Alexandru Ştirbey e sua mulher Maria Ghika-Comăneşti, e neto de outro Barbu Ştirbey (nascido Bibescu, tendo adotado Ştirbey), que era príncipe de Valáquia e morreu em 1869.
Esposou a princesa Nadèje Bibescu aproximadamente em 1895, e tiveram quatro filhas.
Seu real significado na história da Romênia aparece da sua função de íntimo confidente da Rainha Marie, que foi uma figura muito influente nos círculos governamentais romenos antes da ascensão de seu filho Carol II ao trono em 1930.
Ştirbey e rainha Marie foram amantes, e ele foi provavelmente o pai do filho mais novo da rainha, príncipe Mircea, e possivelmente o pai da princesa Ileana.
Pouco antes da cúpula real de 23 de agosto de 1944, ele viajou a Moscou com a delegação romena que assinou em 12 de setembro o armistício entre Romênia e União Soviética. Ştirbey foi um dos subscritores plenipotenciários do armistício.